# Brüninghof 4

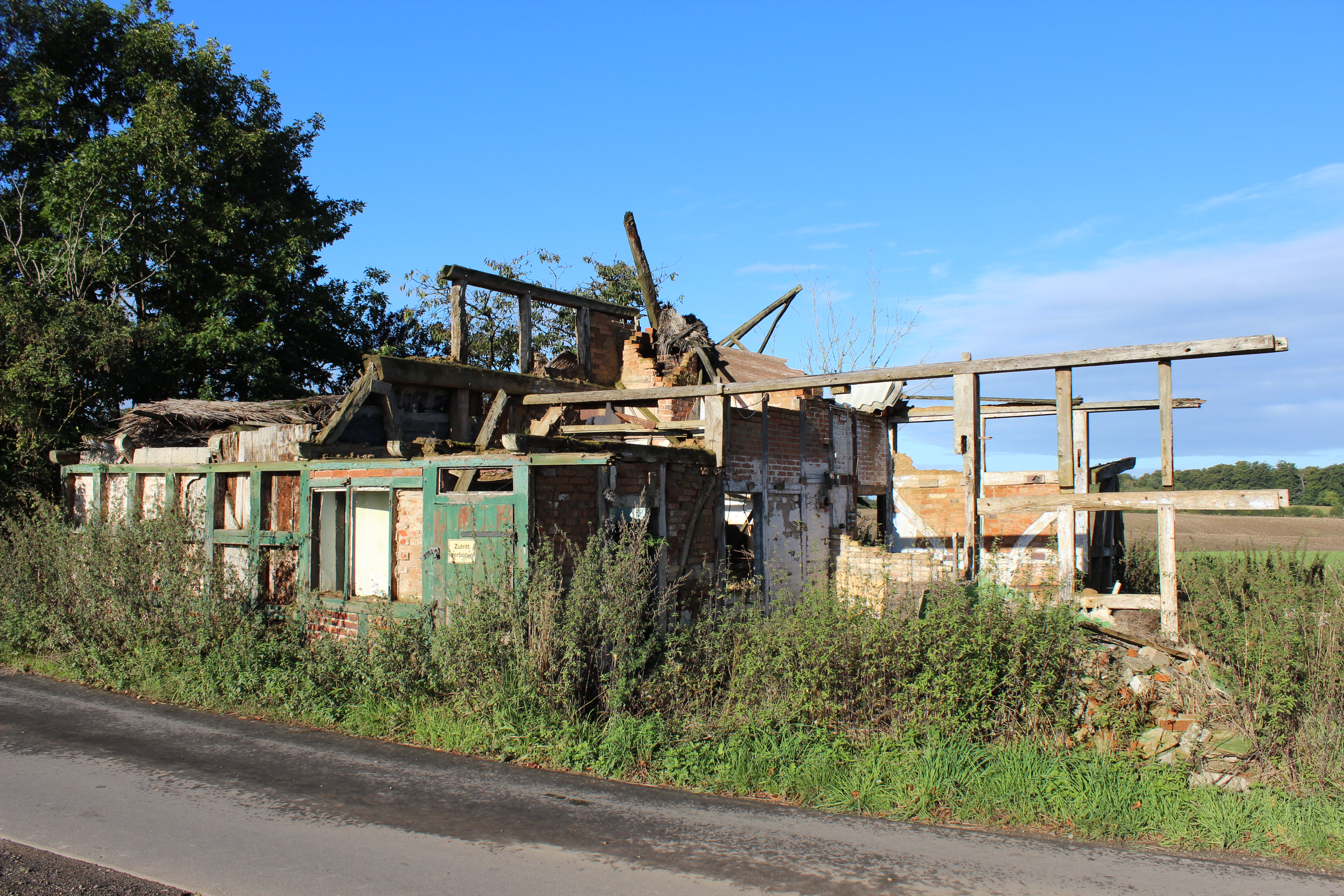
Das Bordesholmer Haus im September 2013

Das Gebäude im Brüninghof 4 war ein Bordesholmer Haus in Hoffeld und ein Kulturdenkmal von besonderer Bedeutung. Es wurde 2004/05 unter Denkmalschutz gestellt, verfiel aber in den 2010er Jahren.

## Geschichte
Das Haus war Teil eines Bauernhofs, der später Brüninghof genannt wurde. Es wurde im 19. Jahrhundert teils aus Gebäuderesten der Ursprungskate neu errichtet. Der Heimatforscher Paul Steffen vermutet, dass es auch das Geburtshaus des Ethnologen Hans Heinrich Brüning war.
Das verschwundene reetgedeckte Fachwerkhaus wurde 2004/05 unter Denkmalschutz gestellt und war noch am 19. Februar 2013 als Kulturdenkmal von besonderer Bedeutung im Denkmalbuch gelistet. Die Liste umfasst „Kulturdenkmale aus geschichtlicher Zeit, deren Erforschung und Erhaltung wegen ihres geschichtlichen, wissenschaftlichen, künstlerischen, städtebaulichen, technischen oder die Kulturlandschaft prägenden Wertes im öffentlichen Interesse liegt.“ Der angebaute Fachwerk-Schuppen (Stall) war als einfaches Kulturdenkmal gelistet.
Das Gebäude mit dreigeteiltem Giebelfeld war ein „Bordesholmer Haus“, wie es für die Wohnhäuser der ländlichen Bevölkerung in der Region zwischen Kiel und Neumünster typisch war.